# Tasata punctata
Tasata punctata is een spinnensoort in de taxonomische indeling van de buisspinnen (Anyphaenidae).
Het dier behoort tot het geslacht Tasata. De wetenschappelijke naam van de soort werd voor het eerst geldig gepubliceerd in 1891 door Eugen von Keyserling.